# 難過水

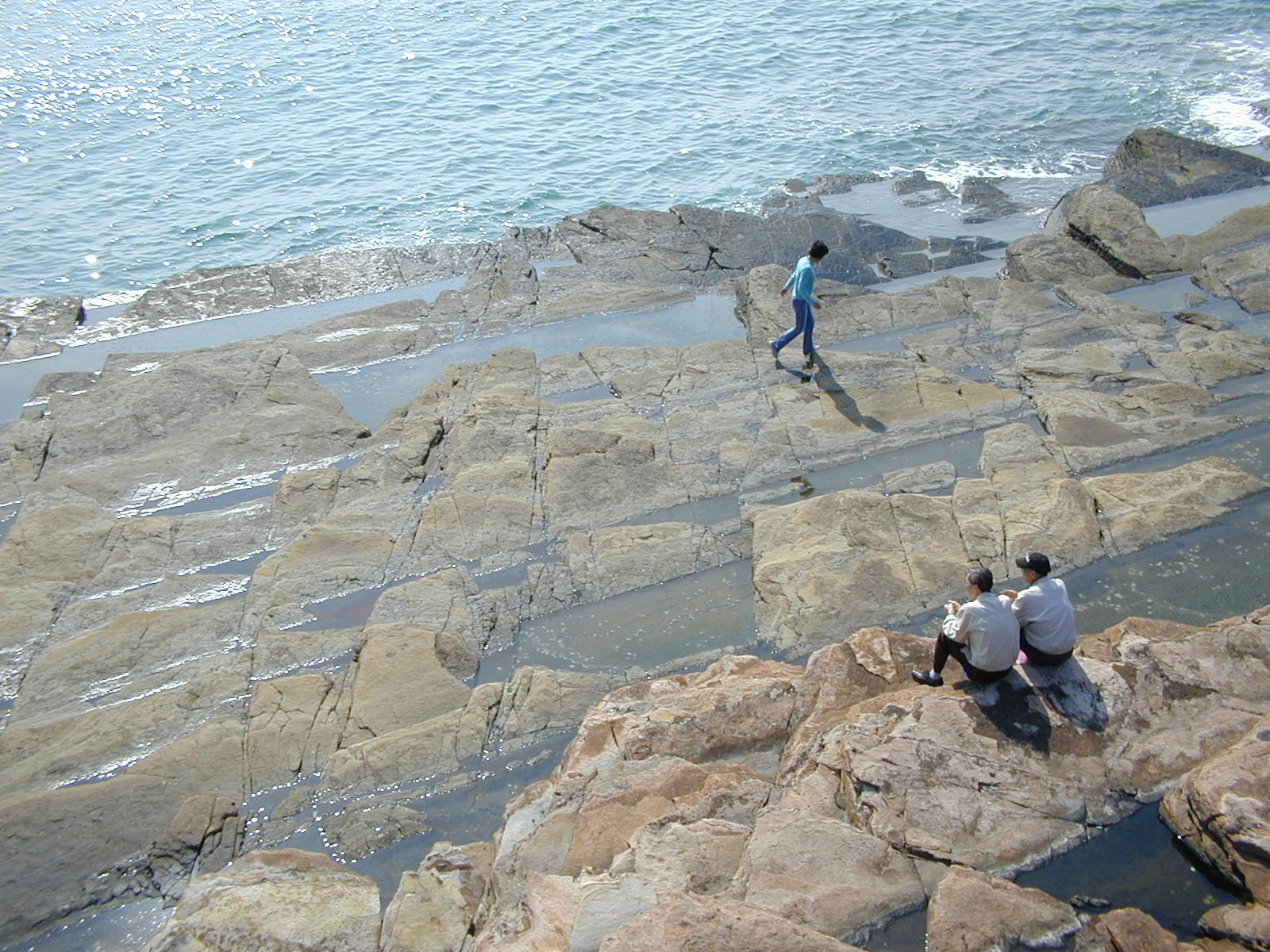
潮退時的難過水

難過水是香港新界東平洲一個地方，也是香港地質公園的其中一個景點，為一個寬闊的海蝕平台，由海浪歷年不斷沖擊侵蝕山崖而形成的景觀。由於該處每逢潮漲時被淹沒而難以通過，只能等待潮退才可通過，故得「難過水」之名。

## 文化
難過水的景色被用於2014年香港通用郵票面值2.9港元郵票的圖案。